# Lydos (Vasenmaler)
Lydos (altgriechisch ὁ Λυδός ho Lydós, „der Lyder“) war ein attischer Vasenmaler des schwarzfigurigen Stils. Er ist der Hauptvertreter der Lydos-Gruppe und wirkte in der Zeit zwischen 560 und 530 v. Chr.

## Leben, Werk und Stil

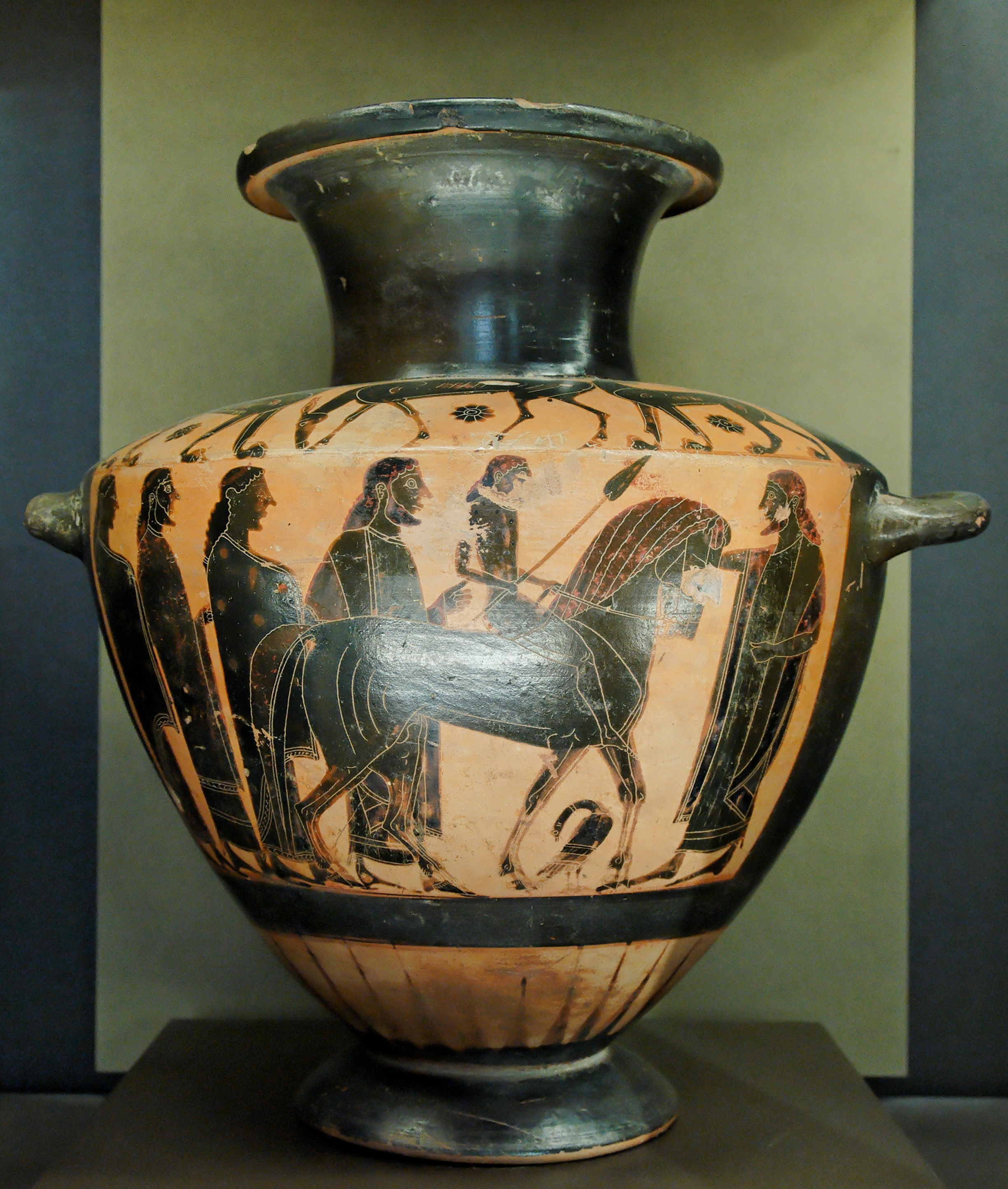
Kriegerabschied, Hydria des Lydos um 570/560 v. Chr., Paris, Louvre E 804

Der Name Lydos, der als Signatur auf zwei Vasen überliefert ist, gibt Auskunft über die Herkunft des Künstlers. Entweder kam er aus dem Lyderreich des Königs Kroisos nach Athen oder wurde als Kind lydischer Eltern in Athen geboren. Jedenfalls erlernte er sein Handwerk in Athen. Bis heute ist es teilweise schwierig, die Werke des Lydos immer eindeutig zu benennen, da er der Mittelpunkt und Hauptkünstler einer bedeutenden und sehr produktiven attischen Töpferwerkstatt war. Deshalb werden heute viele Vasen als in der Art des Lydos bezeichnet, da eindeutige Zuordnungen oftmals schwer sind. Mehrere andere Künstler konnten innerhalb dieses Kreises benannt werden, so der Maler von Vatikan 309 und der Maler von Louvre F 6. Im Stil sind diese Werke recht homogen, weisen aber in der Qualität häufig beträchtliche Unterschiede auf.
Der Stil des Lydos erinnert stark an ältere Künstler wie die Maler der Sianaschalen, von denen er auch viele bemalte. Er war der letzte attische Maler, der große Vasen ganz im korinthischen Stil mit bunten Tierfriesen verzierte. Seine Figuren hingegen erinnern an die Werke des Klitias und die nachfolgenden Maler, deren Figuren wie „eingewickelt“ wirken. Zudem können sie getupfte Gewänder haben, wie sie der Amasis-Maler bevorzugt zeichnete und fast die Würde der Figuren des Exekias ausstrahlen. Die Lydos-Gruppe bemalte jedoch nicht nur große Vasen, sondern ist auch für ihre Miniaturarbeiten bekannt. So wurden hier etwa Kleinmeister- und Augenschalen bemalt. Lydos selbst wird die Bemalung einer Bandschale zugeschrieben, die Nikosthenes getöpfert hat. Dem Lyder werden Malerarbeiten auf allen zu dieser Zeit im Kerameikos hergestellten Vasenformen zugeschrieben, insbesondere auch eine Serie von Grabpinakes.
Eine der beiden signierten Vasen ist ein auf der Akropolis von Athen gefundener, nur fragmentarisch erhaltener Dinos, der in seiner Art an die Werke des Malers von Akropolis 606 und des Nearchos erinnert. Der Hauptfries zeigt eine qualitativ hochwertig gestaltete Gigantomachie. Nebenfriese zeigen eine Prozession, eine Jagd und Tierfriese. Besonders auffällig sind bei dieser Arbeit mehrere Detailzeichnungen und Farbgebungen. So zeichnete Lydos eine Wespe als Schildzeichen und gefährlich wirkende Messer in der Prozessionsszene. Gemildert wird diese martialische Wirkung durch die qualitativ hochwertige Darstellung der Tiere. Ebenfalls ein besonders bekanntes Werk ist ein heute im Metropolitan Museum befindlicher Kolonettenkrater. Er ist fast so groß wie die Françoisvase, allerdings nur mit einem einzigen Fries geschmückt, so dass die Figuren fast 25 cm hoch sind. Das Interesse des Malers liegt weniger bei dem dargestellten Mythos (Rückführung des Hephaistos), sondern der Gestik der Figuren Dionysos und Hephaistos, vor allem jedoch die der sie begleitenden Satyrn und Mänaden. Dabei verzichtet er auf nebensächliche Details, wie sie etwa Klitias stets verwendete. Auch sind seine Satyrn nicht, wie etwa beim Amasis-Maler üblich, in exhibitionistischer Weise, sondern vielmehr als „Herren“ dargestellt.
Häufig stelle Lydos mythische Themen dar und führt mehrere mythische Themen ins Repertoire der attischen Vasenmaler neu ein. Seine Darstellungen schwanken in der Qualität. Häufig stellt er sogenannte „Pinguin-Frauen“ dar. Bei ihnen werden die Mäntel vor der Brust, wohl durch Umwicklung, zusammengehalten und laufen hinten in einer Art „Schwanz“ aus. Männer stellt er häufig mit Himation bekleidet dar, die er durch Schrägstreifen kennzeichnet, so dass sie wie bandagiert wirken. Die vom Töpfer Kolchos gefertigte Oinochoe (Berlin, Antikensammlung F 1732) zeigt manieriert wirkende Figuren. Athene (die Herakles im Kampf gegen Kyknos unterstützt) gibt er im Stil des Amasis-Malers in Umrisszeichnung wieder, die Gewänder des Ares und Zeus (der in den Kampf einschreitet) sind erste Versuche, die um 540 v. Chr. neu entwickelte dreidimensionale Zeichenweise zu nutzen. Seine Palmetten, die Hals und Henkel des Gefäßes schmücken, sind auf der einen Seite Spätformen dieser Darstellungsform, auf der anderen Seite läuten sie die Verzierungsformen der rotfigurigen Epoche ein. Zu den besten Arbeiten des Lydos zählen zudem mehrere Teller, die er mit laufenden und fliegenden Gestalten verziert. Einen Teller füllt er vollständig mit einem Gorgoneion. In seinen frühen Arbeiten zeigt er einen Hang zur Farbigkeit, den er im Laufe seiner Schaffenszeit immer mehr ablegt. Ebenso achtet er zunächst vor allem auf bestimmte Details wie den haarigen Hinterteilen von Katzentieren, später achtet er mehr auf die Gestik der Figuren. Seine Tiere wirken zwar etwas hölzern, sind aber im Allgemeinen sehr dekorativ.
Lydos bemalte Vasen verschiedener Töpfer, neben Gefäßen von Nikosthenes und Kolchos etwa auch Werke des Epitimos oder Amasis. Der Stil seiner Werkstatt wirkte, obwohl eigentlich schon nicht mehr aktuell, noch bis in die 20er-Jahre des 6. Jahrhunderts v. Chr. nach. Der Grund hierfür ist heute nicht mehr zu klären, möglicherweise wandte sich das Programm an ältere oder ärmere Kunden. Der letzte Maler, der in seinem Stil an Lydos erinnert, ist der Ready-Maler.

## Ausgewählte Werke
- Amphora 86.AE.60 (im J. Paul Getty Museum, Malibu)[8]
- Kolonettenkrater 31.11.11 (im Metropolitan Museum of Art, New York)[9]
- fünf Vasen (im Louvre, Paris)[10]